# جون دريك (رجل أعمال)
جون دريك (بالإنجليزية: John Drake)‏ هو شخصية أعمال أمريكي، ولد في 1872، وتوفي في 1964 في تامبا في الولايات المتحدة.